# Biri János (labdarúgó)
Biri János (Budapest, 1901. július 21. – 1983.) válogatott labdarúgó, kapus. Portugáliában telepedett le.

## Pályafutása

### Klubcsapatban
A Kispesti AC csapatában kezdte a labdarúgást és innen került be a válogatottba is. 1925 és 1927 között két idényen keresztül az olasz AC Padova csapatában védett. Hazatérése után egy évet a Hungária együttesében szerepelt, majd a Budai 11 csapatában. 1930 januárjában porcleválással műtötték a térdét.

### A válogatottban
1923 és 1928 között 5 alkalommal szerepelt a válogatottban. Tagja volt az 1924-es párizsi olimpián részt vevő csapatnak. Mindkét mérkőzésen, így az emlékezetes egyiptomi mérkőzésen is ő védett.

## Statisztika

### Mérkőzései a válogatottban
| Magyarország | Magyarország         | Magyarország                    | Magyarország | Magyarország | Magyarország  | Magyarország          | Magyarország | Magyarország |
| #            | Dátum                | Helyszín                        | Hazai        | Eredmény     | Vendég        | Kiírás                | Gólok        | Esemény      |
| ------------ | -------------------- | ------------------------------- | ------------ | ------------ | ------------- | --------------------- | ------------ | ------------ |
| 1.           | 1923. szeptember 23. | Budapest, Hungária körúti pálya | Magyarország | 2 – 0        | Ausztria      | barátságos            | -            |              |
| 2.           | 1924. május 26.      | Párizs, Bergeyre-pálya (FRA)    | Magyarország | 5 – 0        | Lengyelország | olimpia, első forduló | -            |              |
| 3.           | 1924. május 29.      | Párizs, Stade-Paris pálya (FRA) | Egyiptom     | 3 – 0        | Magyarország  | olimpiai nyolcaddöntő | -            |              |
| 4.           | 1925. július 12.     | Stockholm                       | Svédország   | 6 – 2        | Magyarország  | barátságos            | -            |              |
| 5.           | 1928. október 7.     | Bécs, Hohe Warte                | Ausztria     | 5 – 1        | Magyarország  | Európa-kupa           | -            | 53'          |
|              | Összesen             |                                 |              | 5            | mérkőzés      |                       | 0            | gól          |